# Padre guardiano
Il padre guardiano è una carica ecclesiastica introdotta da San Francesco d'Assisi nell'Ordine dei frati minori.

## Funzione
In origine il guardiano era il frate capogruppo di coloro che venivano inviati in missione apostolica. Successivamente il termine iniziò ad essere utilizzato per definire il superiore dei grandi conventi o di molteplici che potevano formare una guardiania, su cui aveva giurisdizione.